# Чемпионат Узбекистана по русским шашкам среди мужчин 2014
Чемпионат Узбекистана по русским шашкам среди мужчин 2014 прошёл с 25 по 31 мая в Ташкенте в двух форматах: в основной программе и в блице.

## Основная программа
Приняли участие 19 спортсменов.
| Место | Имя                  | Очки |
| ----- | -------------------- | ---- |
| 1-2   | Азизбек Садиков      | 13   |
| 1-2   | Абдукадыр Таштемиров | 13   |
| 3     | Самандар Каланов     | 12   |

## Блиц
Приняли участие 19 спортсменов.
| Место | Имя                  | Очки |
| ----- | -------------------- | ---- |
| 1     | Самандар Каланов     | 13   |
| 2     | Абдукадыр Таштемиров | 10   |
| 3     | Алишер Артыков       | 9    |